# N-Acetylsulfanilylchlorid
N-Acetylsulfanilylchlorid ist eine chemische Verbindung aus der Gruppe der Carbonsäureamide und Sulfonylhalogenide.

## Gewinnung und Darstellung
N-Acetylsulfanilylchlorid kann durch Reaktion von Acetanilid mit Chlorsulfonsäure bei erhöhten Temperaturen gewonnen werden.

## Eigenschaften
N-Acetylsulfanilylchlorid ist ein brennbarer, schwer entzündbarer, weißer Feststoff mit essigsäureartigem Geruch, der sich in Wasser unter Bildung von Salz- und Essigsäure zersetzt. Er zersetzt sich auch bei Erhitzung über 146 °C.

## Verwendung
N-Acetylsulfanilylchlorid wird als Zwischenprodukt zur Herstellung von anderen chemischen Verbindungen (wie zum Beispiel Sulfadimidin, Dimethylsulfanilamid und Sulfanilamid) verwendet.